# Saint-Gervais-sous-Meymont
 Saint-Gervais-sous-Meymont  là một xã ở tỉnh Puy-de-Dôme trong vùng Auvergne-Rhône-Alpes, Pháp. Xã này có diện tích 10,17 kilômét vuông, dân số năm 2006 là 261 người. Khu vực này có độ cao 410 mét trên mực nước biển.